# Toc Toc
Toc Toc és una pel·lícula espanyola de comèdia dirigida per Vicente Villanueva del 2017, produïda per LAZONA i ATRESMedia i distribuïda per Warner Bros.. És una adaptació de l'obra teatral homònima del comediògraf francès Laurent Baffie. Els protagonistes són Rossy de Palma, Paco León, Alexandra Jiménez, Nuria Herrero, Adrián Lastra i Oscar Martínez.

## Sinopsi
A la consulta d'un psiquiatra estan citades diverses persones amb diferents trastorns obsessivocompulsius (síndrome de Tourette, síndrome de Diògenes, obsessió pel càlcul matemàtic, trastorn compulsiu de verificació, obsessions amb les línies, obsessió amb els bacteris, etc). Arriba l'hora de la consulta i el metge no apareix.